# NGC 7697
NGC 7697 في الفهرس العام الجديد، هي مجرة، تقع في كوكبة الطوقان. اكتشفت في 6 سبتمبر 1836 بواسطة جون هيرشل.

## روابط خارجية
- NGC 7697 على موقع ويكي سكاي: DSS2, SDSS, GALEX, IRAS, Hydrogen α, X-Ray, Astrophoto, Sky Map, Articles and images